# Cecilia S. L. Zung
Cecilia Sieu Ling Zung en chino simplificado 程秀玲, (Shanghái, 1903 - después de junio de 1978), también mencionada como Hsiu-Ling Ch'eng, Zheng Xiuling y Cecilia S. L. Cheng, fue una abogada, intérprete y escritora china.

## Primeros años y educación
Zung nació en Shanghai, hija de padres adinerados. Asistió a la Escuela McTyeire. Obtuvo su título de grado en derecho en la Facultad de Derecho de la Universidad de Suzhou en 1934. Continuó sus estudios en los Estados Unidos, en donde obtuvo un título de grado en el Barnard College, una maestría en la Universidad de Columbia en 1939 y un doctorado (doctorado en la ciencia del derecho) en la Universidad de Nueva York en 1942, con la tesis titulada «Belligerent interference with mails on neutral ships and aircraft».

## Carrera
Zung enseño matemática en su alma mater, la Escuela McTyeire, durante nueve años. Se estableció en los Estados Unidos desde 1936 hasta 1946, en donde trabajó en varios cargos privados y gubernamentales, entre ellos en la Oficina de Servicios Estratégicos durante la Segunda Guerra Mundial. Zung escribió una obra de teatro de comedia, Two Too Many en 1939, y, junto al artista de la ópera de Pekín Mei Lanfang, Secrets of the Chinese drama: A complete explanatory guide to actions and symbols as seen in the performance of Chinese dramas en 1937 a 1964. En 1942 trabajó como profesora visitante en el Mills College y realizó una disertación en un encuentro de miembros de la Asociación Americana de Mujeres Universitarias en Sacramento, California, acerca de «The Legal Status of Chinese Women, Old versus New». Dio una conferencia similar en la sede del sur de California de la Asociación Cristiana de Mujeres Jóvenes en 1943.
Zung regresó a Shanghai en 1946 y reanudó allí la práctica del derecho. Fue profesora de la Facultad de Derecho de la Universidad de Suzhou. En 1948 y 1949 trabajó como delegada de la Comisión de la Condición Jurídica y Social de la Mujer de la Organización de las Naciones Unidas. La Revolución Comunista China le impidió regresar a Shanghai en 1949, por lo que se asentó en la ciudad de Nueva York. Impartió cursos de gobierno en la Universidad Miami de Ohio en 1950. Continuó estudiando, enseñando, escribiendo, interpretando y disertando en Estados Unidos hacia la década de 1970.

## Vida personal
Zung obtuvo una considerable herencia cuando era joven, y se convirtió en abogada en parte para proteger su propia herencia. Ella siguió viajando y permaneciendo activa en el verano boreal de 1978.